# جوش أونوماه
جوشوا أوغينيتيغا بيتر أونوماه (بالإنجليزية: Joshua Oghenetega Peter Onomah)‏ (مواليد 27 أبريل 1997) لاعب كرة قدم إنجليزي نتاج أكاديمية نادي توتنهام هوتسبير ، ويلعب حاليًا لنادي توتنهام هوتسبير في مركز خط الوسط الهجومي.

## روابط خارجية
- جوش أونوماه على موقع الاتحاد الأوربي (الإنجليزية)
- جوش أونوماه على موقع قاعدة بيانات كرة القدم.إي يو (الإنجليزية)
- جوش أونوماه على موقع Soccerbase.com (لاعب) (الإنجليزية)
- جوش أونوماه على موقع Soccerway.com (الإنجليزية)
- جوش أونوماه على موقع عالم كرة القدم.نت (الإنجليزية)
- جوش أونوماه على موقع AS.com (الإسبانية)